# Anthony Powell (Kostümbildner)
Anthony Powell (* 2. Juni 1935 in Chorlton-cum-Hardy, Manchester, England; † 16. April 2021) war ein britischer Kostümdesigner. Powells Kostüme wurden vielfach ausgezeichnet, unter anderem mit drei Academy Awards.

## Leben
Powell studierte an der Central School of Art in London. Am Anfang seiner Karriere war Powell als Assistent namhafter Designer tätig, darunter Cecil Beaton. Bis Ende der 1960er Jahre arbeitete er ausschließlich für Theateraufführungen und erhielt 1963 für die Kostüme von The School for Scandal in einer Inszenierung von John Gielgud den Tony Award. Gleichzeitig war er auch für das Szenenbild verantwortlich und wurde als Szenenbildner ebenfalls für den Tony Award nominiert. 1969 arbeitete Powell das erste Mal in der Filmindustrie und gestaltete die Kostüme für Der Untergang des Sonnenreiches. 1972 konnte er seinen ersten Oscar für die Kostüme von Reisen mit meiner Tante gewinnen; zwei weitere Academy Awards folgten 1978 und 1980. Er begann, mehrfach für Roman Polański und Steven Spielberg zu arbeiten und gestaltete die Kleider für Kinoerfolge wie Frantic und Indiana Jones und der Tempel des Todes. Auch am Theater arbeitete er mit Polanski zusammen und übernahm die Ausstattung in Polanskis Inszenierung von Amadeus. 
2003 wurde er zum Ehrendoktor der University of Greenwich ernannt.
Powell starb am 16. April 2021 im Alter von 85 Jahren.

## Filmografie (Auswahl)

Kostüm von Glenn Close im Film 101 Dalmatiner (1996)

- 1969: Der Untergang des Sonnenreiches (The Royal Hunt of the Sun)
- 1972: Reisen mit meiner Tante (Travels with My Aunt)
- 1973: Papillon
- 1978: Tod auf dem Nil (Death on the Nile)
- 1979: Tess
- 1982: Das Böse unter der Sonne (Evil under the Sun)
- 1982: Die Supernasen
- 1984: Indiana Jones und der Tempel des Todes (Indiana Jones and the Temple of Doom)
- 1986: Piraten (Pirates)
- 1987: Ishtar
- 1988: Frantic
- 1989: Indiana Jones und der letzte Kreuzzug (Indiana Jones and the Last Crusade)
- 1991: Hook
- 1996: 101 Dalmatiner (101 Dalmatians)
- 1999: Die neun Pforten (The Ninth Gate)
- 2000: 102 Dalmatiner
- 2006: Miss Potter

## Auszeichnungen und Nominierungen
Tony Award
- 1963: 
  - Tony Award für die „Besten Kostüme“ für The School of Scandal[4]
  - Nominierung für das „Beste Szenenbild“ für The School of Scandal
- 1993: Nominierung für die „Besten Kostüme“ für Sunset Boulevard

Oscar
- Oscarverleihung 1973: Oscar für Reisen mit meiner Tante
- Oscarverleihung 1979: Oscar für Tod auf dem Nil
- Oscarverleihung 1981: Oscar für Tess
- Oscarverleihung 1987: Nominierung für Piraten
- Oscarverleihung 1992: Nominierung für Hook
- Oscarverleihung 2001: Nominierung für 102 Dalmatiner

British Academy Film Award
- 1978: Preis in der Kategorie Beste Kostüme für Tod auf dem Nil

César
- 1987: Preis für Piraten